# Leuchttürme

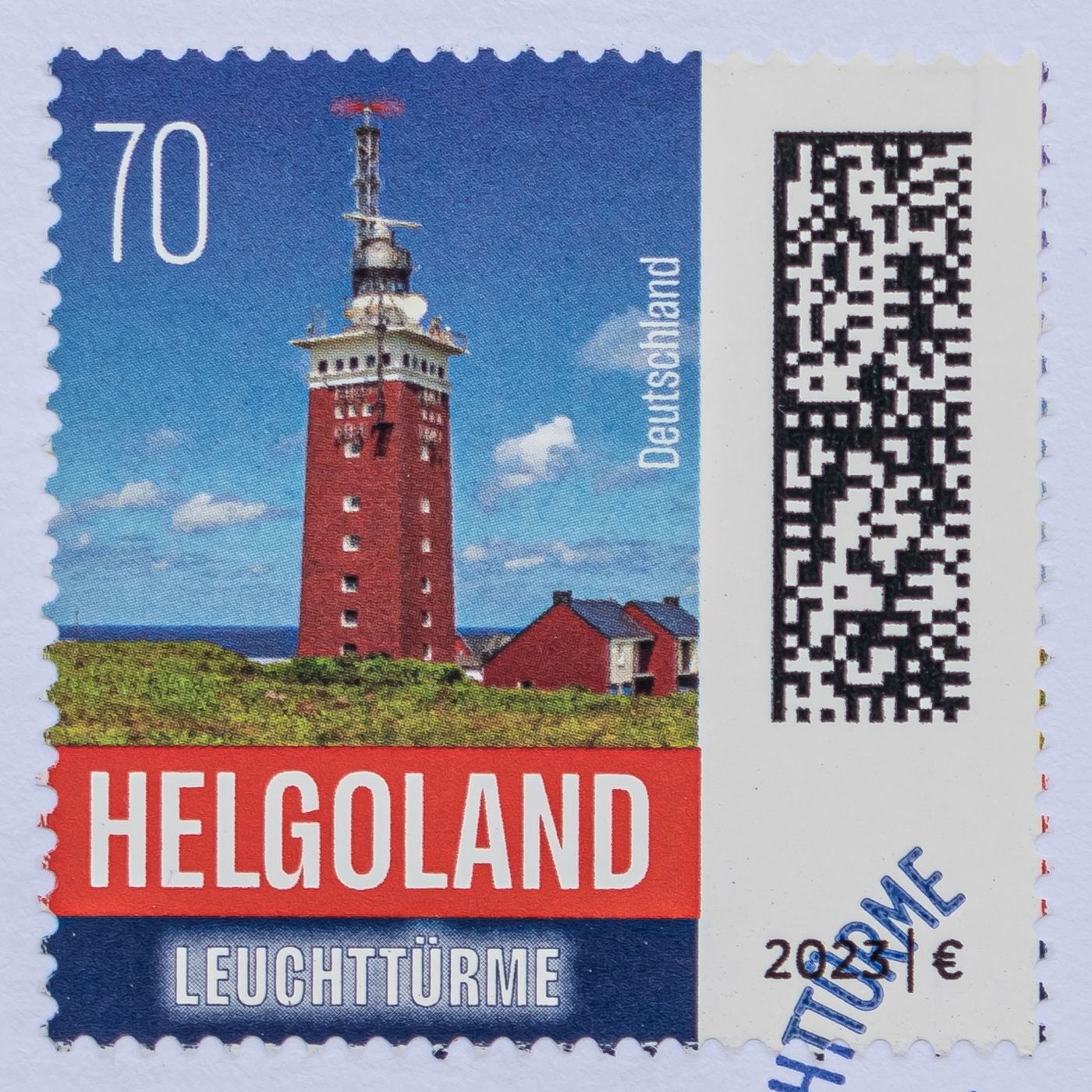
Sonderbriefmarke Leuchtturm Helgoland

Die deutsche Sonderpostwertzeichenserie Leuchttürme erscheint seit 2004 mit bisher 36 ausgegebenen Werten (Stand Juli 2024). Bis 2018 wurden in jedem Jahr zwei Marken zu den gängigen Inlandsportostufen für Postkarten (45 Eurocent) und Briefe verausgabt; lediglich 2011 erschien eine Marke mit dem Wert von 90 Eurocent für einen Kompaktbrief. Die Sonderpostwertzeichenserie Leuchttürme ist auflagenstärker als der Posthornsatz und damit die meistverkaufte Serie der Deutschen Post. Sie wird vom Bundesministerium der Finanzen herausgegeben und von der Deutschen Post in Lizenz verkauft.

## Ausgabeanlass
„Die Sonderpostwertzeichen mit den Motiven der Leuchttürme „x“ und „y“ sind Bestandteil der Serie „Leuchttürme“, die in lockerer Folge auf die Vielfalt deutscher Leuchttürme aufmerksam machen wollen.“

## Motiv
Die Entwürfe der Serie stammten bis einschließlich 2018 von Professor Johannes Graf aus Dortmund. Die Motive der einzelnen Marken – bis auf die 2004 erschienene Marke „Roter Sand“ – werden vom Fotografen Reinhard Scheiblich geliefert, mit dem Graf für diese Serie zusammen arbeitet. Scheiblich fotografiert die Leuchttürme meist im Frühjahr, da der Abgabetermin der Entwürfe zur Jahresmitte ist. Graf bearbeitet dann die Bilder am Computer nach. Dabei wurde in jedem Jahr ein Backsteinturm ausgewählt sowie ein Turm mit Farbgebung aus schwarz, weiß, rot oder grün. Jede Marke hat eine Größe von 35,0 × 35,0 Millimetern. Sie wurden auf gestrichenes weißes fluoreszierendes Postwertzeichenpapier DP 2 im Mehrfarben-Offsetdruck bei der Bagel Security-Print GmbH & Co. KG in Mönchengladbach in Kleinbogen zu je zehn nassklebenden Marken (2×5) gedruckt.
Ab 2019 erscheint jährlich eine Leuchtturm-Marke. Sie kann dann auch Türme zeigen, die nicht ins vorgenannte Farbschema passen.
Mehrfach erschienen Markensets und Markenboxen mit selbstklebenden Marken mit diesen Leuchtturm-Motiven.

## Liste der Ausgaben und Motive
Legende
- Bild: Eine bearbeitete Abbildung der genannten Marke. Das Verhältnis der Größe der Briefmarken zueinander ist in diesem Artikel annähernd maßstabsgerecht dargestellt. Sollten keine Marken abgebildet sein, liegt es daran, dass das Urheberrecht des Künstlers noch nicht erloschen ist.
- Beschreibung: Eine Kurzbeschreibung des Motivs und/oder des Ausgabegrundes. Bei ausgegebenen Serien oder Blocks werden die zusammengehörigen Beschreibungen mit einer Markierung versehen eingerückt.
- Wert: Der Frankaturwert der einzelnen Marke in Eurocent. Ein „+“ bedeutet, dass es sich um eine Zuschlagsmarke handelt (= Frankaturwert + Spende).
- Ausgabedatum: Das Datum des erstmaligen Verkaufs dieser Briefmarke.
- Auflage: Soweit bekannt, wird hier die zum Verkauf angebotene Anzahl dieser Ausgabe angegeben.
- Entwurf: Soweit bekannt, wird hier angegeben, von wem der Entwurf dieser Marke stammt.
- Mi.-Nr.: Diese Briefmarke wird im Michel-Katalog unter der entsprechenden Nummer gelistet.

| Bild                                 | Beschreibung                                                 | Werte in Eurocent | Ausgabe- datum  | Auflage     | Entwurf                                                                  | Mi.-Nr.    |
| LT Greifswalder Oie 45 ct 2004       | Leuchtturm Greifswalder Oie                                  | 45                | 8. Juli 2004    | 24.800.000  | Johannes Graf nach einer Fotografie von Reinhard Scheiblich, Norderstedt | 2409       |
| LT Roter Sand 55 ct 2004             | Leuchtturm Roter Sand                                        | 55                | 8. Juli 2004    | 26.500.000  | Johannes Graf nach einer Fotografie von Hans L. Bischoff, Bremen         | 2410       |
|                                      | Leuchtturm Roter Sand selbstklebend aus Rolle                | 55                | 8. Juli 2004    | 509.543.700 | Johannes Graf nach einer Fotografie von Hans L. Bischoff, Bremen         | 2413       |
| LT Brunsbüttel Mole 1 45 ct 2005     | Brunsbüttel, Mole 1                                          | 45                | 7. Juli 2005    | 16.000.000  | Johannes Graf nach einer Fotografie von Reinhard Scheiblich              | 2473       |
| LT Westerheversand 55 ct 2005        | Leuchtturm Westerheversand                                   | 55                | 7. Juli 2005    | 16.000.000  | Johannes Graf nach einer Fotografie von Reinhard Scheiblich              | 2474       |
|                                      | Leuchtturm Greifswalder Oie selbstklebend aus Markenheftchen | 45                | 7. Juli 2005    | 190.000.000 | Johannes Graf nach Fotografien von Reinhard Scheiblich                   | 2478 MH 58 |
|                                      | Brunsbüttel Mole 1 selbstklebend aus Markenheftchen          | 45                | 7. Juli 2005    | 190.000.000 | Johannes Graf nach Fotografien von Reinhard Scheiblich                   | 2479 MH 58 |
| LT Neuland 45 ct 2006                | Leuchtturm Neuland                                           | 45                | 10. August 2006 | 8.560.000   | Johannes Graf nach einer Fotografie von Reinhard Scheiblich              | 2555       |
| LT Hohe Weg 55 ct 2006               | Leuchtturm Hohe Weg                                          | 55                | 10. August 2006 | 8.800.000   | Johannes Graf nach einer Fotografie von Reinhard Scheiblich              | 2556       |
| LT Bremerhaven 45 ct 2007            | Leuchtturm Bremerhaven                                       | 45                | 12. Juli 2007   | 10.050.000  | Johannes Graf nach einer Fotografie von Reinhard Scheiblich              | 2612       |
| LT Hörnum 55 ct 2007                 | Leuchtturm Hörnum                                            | 55                | 12. Juli 2007   | 8.320.000   | Johannes Graf nach einer Fotografie von Reinhard Scheiblich              | 2613       |
| LT Warnemünde 45 ct 2008             | Leuchtturm Warnemünde                                        | 45                | 3. Juli 2008    | 12.600.000  | Johannes Graf nach einer Fotografie von Reinhard Scheiblich              | 2677       |
| LT Amrum 55 ct 2008                  | Leuchtturm Amrum                                             | 55                | 3. Juli 2008    | 12.800.000  | Johannes Graf nach einer Fotografie von Reinhard Scheiblich              | 2678       |
|                                      | Leuchtturm Hörnum selbstklebend aus Markenheftchen           | 55                | 4. Juli 2008    | 216.503.960 | Johannes Graf nach einer Fotografie von Reinhard Scheiblich              | 2682 MH 75 |
|                                      | Leuchtturm Amrum selbstklebend aus Markenheftchen            | 55                | 4. Juli 2008    | 216.503.960 | Johannes Graf nach einer Fotografie von Reinhard Scheiblich              | 2683 MH 75 |
| LT Norderney 45 ct 2009              | Leuchtturm Norderney                                         | 45                | 2. Juli 2009    | 12.360.000  | Johannes Graf nach einer Fotografie von Reinhard Scheiblich              | 2742       |
| LT Dornbusch 55 ct 2009              | Leuchtturm Dornbusch                                         | 55                | 2. Juli 2009    | 10.960.000  | Johannes Graf nach einer Fotografie von Reinhard Scheiblich              | 2743       |
| LT Neuwerk 45 ct 2010                | Leuchtturm Neuwerk                                           | 45                | 10. Juni 2010   | 10.500.000  | Johannes Graf nach einer Fotografie von Reinhard Scheiblich              | 2800       |
| LT Falshöft 55 ct 2010               | Leuchtturm Falshöft (Pommerby)                               | 55                | 10. Juni 2010   | 8.100.000   | Johannes Graf nach einer Fotografie von Reinhard Scheiblich              | 2801       |
|                                      | Leuchtturm Warnemünde selbstklebend aus Markenheftchen       | 45                | 1. Juli 2011    | 16.310.000  | Johannes Graf nach einer Fotografie von Reinhard Scheiblich              | 2875 MH 86 |
|                                      | Leuchtturm Norderney selbstklebend aus Markenheftchen        | 45                | 1. Juli 2011    | 16.310.000  | Johannes Graf nach einer Fotografie von Reinhard Scheiblich              | 2876 MH 86 |
| LT Arngast 55 ct 2011                | Leuchtturm Arngast                                           | 55                | 7. Juli 2011    | 6.825.000   | Johannes Graf nach einer Fotografie von Reinhard Scheiblich              | 2878       |
| LT Dahmeshöved 90 ct 2011            | Leuchtturm Dahmeshöved                                       | 90                | 7. Juli 2011    | 6.025.000   | Johannes Graf nach einer Fotografie von Reinhard Scheiblich              | 2879       |
|                                      | Leuchtturm Arngast selbstklebend aus Rolle                   | 55                | 2. Mai 2012     | 193.240.000 | Johannes Graf nach einer Fotografie von Reinhard Scheiblich              | 2935       |
| Kleiner Leuchtturm Borkum 45 ct 2012 | Kleiner Leuchtturm Borkum                                    | 45                | 12. Juli 2012   | 6.320.000   | Johannes Graf nach einer Fotografie von Reinhard Scheiblich              | 2942       |
| LT Arkona 55 ct 2012                 | Leuchttürme Arkona                                           | 55                | 12. Juli 2012   | 5.700.000   | Johannes Graf nach einer Fotografie von Reinhard Scheiblich              | 2943       |
| LT Flügge 45 ct 2013                 | Leuchtturm Flügge                                            | 45                | 6. Juni 2013    | 6.600.000   | Johannes Graf nach einer Fotografie von Reinhard Scheiblich              | 3010       |
| LT Büsum 58 ct 2013                  | Leuchtturm Büsum                                             | 58                | 6. Juni 2013    | 6.400.000   | Johannes Graf nach einer Fotografie von Reinhard Scheiblich              | 3011       |
| LT Buk 45 ct 2014                    | Leuchtturm Buk                                               | 45                | 3. Juli 2014    | 6.880.000   | Johannes Graf nach einer Fotografie von Reinhard Scheiblich              | 3089       |
| LT Pellworm 60 ct 2014               | Leuchtturm Pellworm                                          | 60                | 3. Juli 2014    | 5.670.000   | Johannes Graf nach einer Fotografie von Reinhard Scheiblich              | 3090       |
| LT Moritzburg 45 ct 2015             | Leuchtturm Moritzburg                                        | 45                | 11. Juni 2015   | 5.310.000   | Johannes Graf nach einer Fotografie von Reinhard Scheiblich              | 3156       |
| LT Lindau 62 ct 2015                 | Leuchtturm Lindau                                            | 62                | 11. Juni 2015   | 5.180.000   | Johannes Graf nach einer Fotografie von Reinhard Scheiblich              | 3157       |
| LT Staberhuk 45 ct 2016              | Leuchtturm Staberhuk                                         | 45                | 2. Juni 2016    | 4.967.000   | Johannes Graf nach einer Fotografie von Reinhard Scheiblich              | 3252       |
| LT Kampen 70 ct 2016                 | Leuchtturm Kampen                                            | 70                | 2. Juni 2016    | 6.013.000   | Johannes Graf nach einer Fotografie von Reinhard Scheiblich              | 3253       |
| LT Kiel-Holtenau 45 ct 2017          | Leuchtturm Kiel-Holtenau                                     | 45                | 8. Juni 2017    | 4.432.000   | Johannes Graf nach einer Fotografie von Reinhard Scheiblich              | 3316       |
| LT Bremerhaven Unterfeuer 70 ct 2017 | Leuchtturm Bremerhaven Unterfeuer                            | 70                | 8. Juni 2017    | 4.821.000   | Johannes Graf nach einer Fotografie von Reinhard Scheiblich              | 3317       |
| LT Darßer Ort 45 ct 2018             | Leuchtturm Darßer Ort                                        | 45                | 7. Juni 2018    | 4.313.000   | Johannes Graf nach einer Fotografie von Reinhard Scheiblich              | 3391       |
| LT Wangerooge 70 ct 2018             | Neuer Leuchtturm Wangerooge                                  | 70                | 7. Juni 2018    | 4.263.000   | Johannes Graf nach einer Fotografie von Reinhard Scheiblich              | 3392       |
|                                      | Neuer Leuchtturm Wangerooge selbstklebend aus Rolle          | 70                | 7. Juni 2018    | 375.265.000 | Johannes Graf nach einer Fotografie von Reinhard Scheiblich              | 3396       |
| LT Campen 70 ct 2019                 | Leuchtturm Campen                                            | 70                | 6. Juni 2019    | 3.335.400   | Susanne Wustmann und Dieter Ziegenfeuter                                 | 3465       |
| LT Schleimünde 60 ct 2020            | Leuchtturm Schleimünde                                       | 60                | 2. Juli 2020    | 3.727.100   | Hanno Schabacker nach einer Fotografie von Jörg Braukmann                | 3552       |
|                                      | Leuchtturm Schleimünde selbstklebend aus Rolle               | 60                | 2. Juli 2020    | ?           | Hanno Schabacker nach einer Fotografie von Jörg Braukmann                | 3555       |
| LF Tinsdal 60 ct 2021                | Leuchtturm Tinsdal                                           | 60                | 1. Juli 2021    | 3.561.800   | Team Rogger                                                              | 3615       |
| LT Friedrichsort 70 ct 2022          | Leuchtturm Friedrichsort                                     | 70                | 7. Juli 2022    | 3.226.400   | Hanno Schabacker                                                         | 3695       |
| LT Helgoland 70 ct 2023              | Leuchtturm Helgoland                                         | 70                | 6. Juli 2023    | 2.963.700   | Carsten Wolff nach einer Fotografie von Alexander Savin                  | 3774       |
|                                      | Alte Weser                                                   | 70                | 4. Juli 2024    | 1.307.000   | Dieter Ziegenfeuter und Susanne Wustmann                                 | 3840       |
|                                      | Alte Weser selbstklebend aus Folienblatt                     | 70                | 4. Juli 2024    | 1.369.000   | Dieter Ziegenfeuter und Susanne Wustmann                                 | 3842       |

## Weitere deutsche Briefmarken mit Leuchtturm-Motiven

### Leuchtturm Amrum
In der Serie Post mit dem Thema Briefzustellung in Deutschland erschien 2005 eine Marke, die die Zustellung per Postfahrrad in Norddeutschland darstellt, im Hintergrund ist der Leuchtturm Amrum zu erkennen.

### Industrie und Technik
In den Dauermarkenserien Industrie und Technik der Deutschen Bundespost und der Bundespost Berlin erschien am 17. Februar 1976 die Marke Leuchtturm Alte Weser.

### Leuchtturm-Serie in der DDR
Bereits 1974 ist die Serie Leuchttürme, Leit-, Leucht- und Molenfeuer in der DDR im Offsetdruck erschienen. Die Entwürfe stammen von Jochen Bertholdt.

### Pilsumer Leuchtturm
70 Cent Sondermarke 2017 der Deutschen Post zu Ehren Otto Waalkes mit „Ottifant“ und dem Pilsumer Leuchtturm.